# Mosty Wielkie
Mosty Wielkie (dawniej Augustów, Mostki, Mosty, ukr. Великі Мо́сти – Wełyki Mosty, hebr. ‏מוסט רבתי‎, niem.  Groß-Mosty) – miasto na Ukrainie, w obwodzie lwowskim, w rejonie szeptyckim. 6256 mieszkańców (2020), dla porównania w 2001 było ich 5924.
Miasto królewskie Mosty lokowane w 1549 roku położone było w XVI wieku w województwie bełskim. Wchodziło w skład starostwa mostowskiego w XVIII wieku.
Do 1945 w Polsce, w województwie lwowskim, w powiecie żółkiewskim, siedziba gminy Mosty Wielkie.
Do 2024 w rejonie czerwonogrodzkim. 
Mosty Wielkie leżą około 45 km od granicy z Polską.

## Historia
Miasto należało do dóbr koronnych, dzierżawy królewskie, w powiecie i województwie bełskim tworzącym starostwo. Początkowo była to wieś założona na prawie wołoskim w 1472, położona w województwie bełskim. Następnie zniszczona przez Tatarów. W 1497 przez wieś przeszedł oddział 400 zbrojnych, wielkiego mistrza Jana Tiefena wezwanego przez króla Jana Olbrachta na wyprawę wojenną. 9 lipca 1497 sekretarz wielkiego mistrza Naker, odnotował „in eyn wurste dorff genent zcur Brucke und das flies dabey Rotha”. Przywilej miejski otrzymały Mosty w dniu 23 lipca 1549. Pierwszym wójtem miasta założonym na prawie magdeburskim król Zygmunt August uczynił Andrzeja Rokickiego. Na uposażenia wójta w Mostach składało się wówczas 3 łany ziemi, rzeźnia, słodownia, browar, wyszynk gorzałki, 3 miara z młyna. Targ raz w tygodniu obowiązywał w środę, jarmarki na Boże Ciało i Wszystkich Świętych. Oprócz podatku czopowego, miasto zostało zwolnione na 10 lat od szosu, ceł, myt, podatku targowego. Przywilejami objęto również przybyłych do Mostów Żydów. Kolejne przywileje z 1550, 1553, 1566, przywileje Stefana Batorego z 1576, kolejnych królów z 1583, 1604. Do 1772 siedziba starostwa. 19 lutego 1796 dawniejsze przywileje miejskie potwierdził cesarz Franciszek I. W 1846 właściciel Mostów Józef Udrycki wybudował na terenie miasta nowe koszary wojskowe. W okolicy Mostów znajdują się liczne stanowiska archeologiczne z okresu epoki brązu.
W 1880 miasto liczyło 3809 mieszkańców, parafia łacińska w miejscu, erygowana przez króla Zygmunta Augusta w 1549, należąca do dekanatu bełskiego archidiecezji lwowskiej. Pod koniec XIX w. grupa domów w miejscowości nosiła nazwę Wereny (Weryny).
W okresie II Rzeczypospolitej w koszarach poaustriackich w Mostach Wielkich znajdowała się Centralna Szkoła Policji Państwowej, której komendantem od 1936 był insp. Jan Schuch. W październiku 1933 roku na dziedzińcu Centralnej Szkoły Policji Państwowej nastąpiło odsłonięcie pomnika marszałka Józefa Piłsudskiego dłuta Antoniego Miszewskiego. Pod koniec lat 30. XX wieku właścicielem majątku Mosty Wielkie był Eustachy Horoch. W 1924 w miejscowości poświęcono Dom Polski, który stał się centrum życia kulturalnego, a w listopadzie 1937 remizę i wspinalnię ochotniczej straży pożarnej.
Po ataku Niemiec i agresji ZSRR na Polskę, kadeci szkoły, wraz z ostatnim dowódcą szkoły insp. Witoldem Dunin-Wąsowiczem, zostali wymordowani przez NKWD ogniem z karabinów maszynowych po zgromadzeniu się na placu apelowym szkoły na wezwanie okupanta.
Według innych źródeł Informacja o wymordowaniu kadetów jest nieprawdziwaponieważ na początku września nastąpiła ewakuacja Szkoły Policyjnej, a w koszarach pozostała tylko służba  wartownicza. Gdy około 16 września 1939 r. Niemcy wkroczyli do Mostów Wielkich szkoła była opuszczona. Na mocy porozumienia niemiecko-rosyjskiego o przebiegu granicy, Niemcy opuścili Mosty Wielkie około 23 września. Rosjanie zjawili się w Mostach Wielkich około 25 lub 26 września w nocy. Plotka o rozstrzelaniu kadetów mogła być związana z faktem rozstrzelania kilku dezerterów rosyjskich. Szczegółowe dochodzenie nie potwierdziło rozstrzelania kadetów szkoły policyjnej.
Jeżeli chodzi o kadrę szkoły, to część wykładowców ewakuowała się przez Zaleszczyki do Rumunii. Ci, którym to się nie udało, zostali zamordowani przez Sowietów w ramach Zbrodni Katyńskiej. Wiele rodzin policjantów zostało deportowanych na Syberię lub do Kazachstanu.
27 czerwca 1941 zajęte przez Wehrmacht. W dniach 6–8 lipca 1941 w mieście odbyły się pogromy, 19 Żydów spalono w synagodze. 22 lipca 1941 Niemcy przy udziale ukraińskich policjantów rozstrzelali 100 przedstawicieli żydowskiej inteligencji. Utworzono otwarte getto, z którego w październiku i listopadzie 1942 przesiedlono dużą część Żydów do Sokala i Żółkwi. W Mostach Wielkich pozostało niespełna 4 tys. Żydów, funkcjonował obóz pracy. Likwidacja getta nastąpiła 10 lutego 1943, gdy niemieccy i ukraińscy policjanci rozstrzelali 1150–2000 Żydów w lesie w pobliżu miasta. Obóz pracy zlikwidowano w maju 1943 rozstrzeliwując większość więźniów a 300-400 osób przenosząc do Rawy Ruskiej (gdzie miesiąc później zostali poddani eksterminacji). Zagładę Żydów w Mostach Wielkich opisał Jerzy Czarnecki (wł. Izaak Steger) w swoich wspomnieniach Moje życie jako "Aryjczyka". Od Mostów Wielkich przez Żółkiew do Stralsundu.  W latach 1940–1941 i 1944–1962 siedziba rejonu wielkomostowskiego.

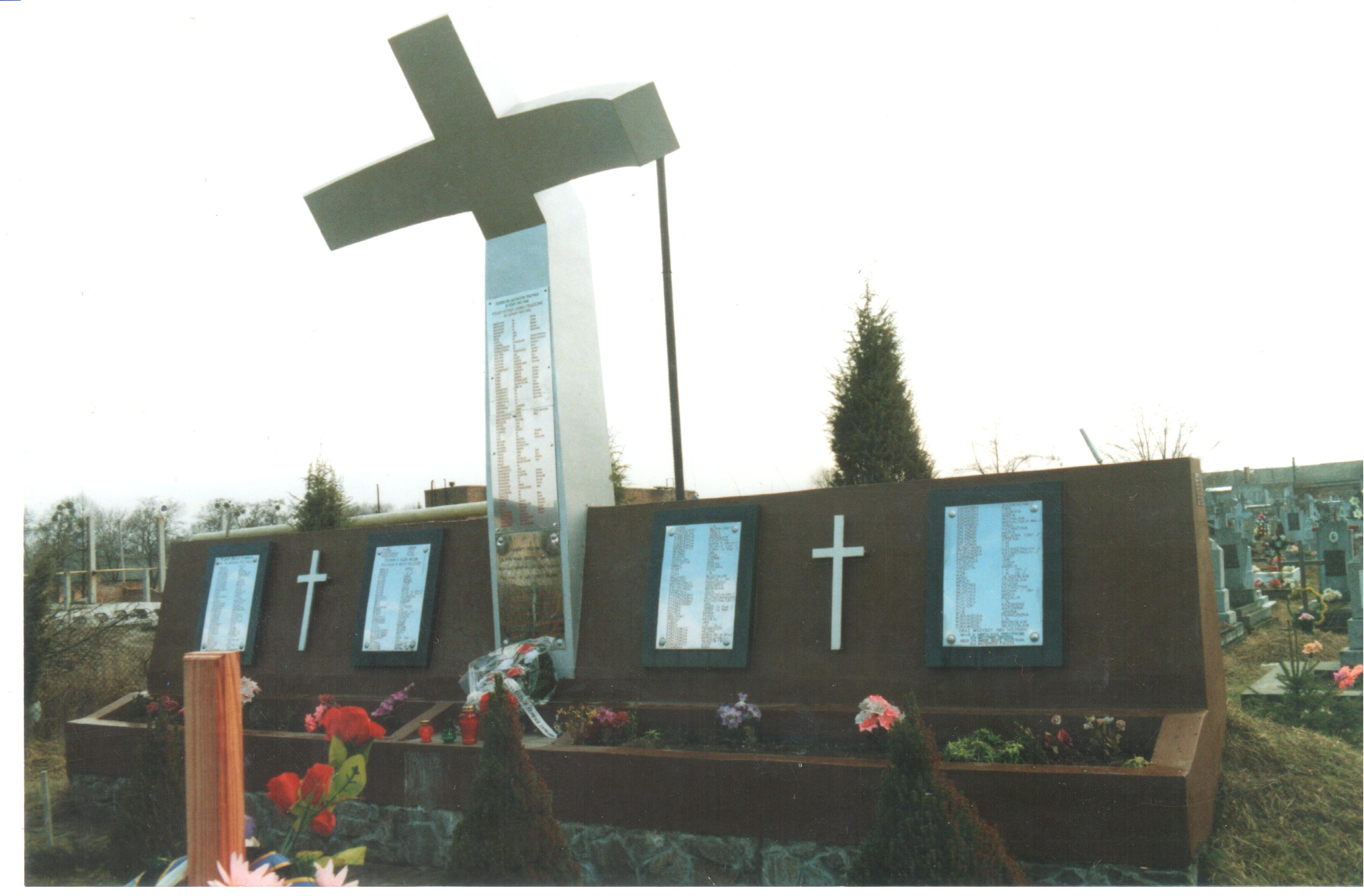
Pomnik w Mostach Wielkich

W nocy z 27 na 28 stycznia 1944 Ukraińcy zabili w Mostach Wielkich 17 Polaków (leśniczych z rodzinami). Łącznie w latach 1943–1944 z rąk ukraińskich nacjonalistów zginęło 73 mieszkańców miejscowości. W 1996 na cmentarzu w Mostach Wielkich odsłonięto pomnik ofiar. 
Pomnik powstał dzięki działalności Społecznego Komitetu Budowy Pomnika, któremu przewodniczył mgr inż. Czesław Filipowski, urodzony w Wolicy, gmina Mosty Wielkie. Uroczystego odsłonięcia dokonał dnia 12 października 1996 r. konsul generalny ze Lwowa, Marek Tomasz Leoniuk, natomiast uroczystego poświęcenia dokonał ksiądz kanonik Władysław Szeremet, urodzony w Stanisłówce w parafii Mosty Wielkie. Na pomniku zamontowano siedem tablic inskrypcyjnych z imionami i nazwiskami 252 ofiar mordów banderowskich w tej parafii. Część mieszkańców była przeciwna postawieniu tego pomnika, dlatego warto wspomnieć, że pierwsze kwiaty przy pomniku postawiła Ukrainka, mieszkanka Mostów Wielkich Luba Seniuk z domu Rogowska. Konserwatorem i opiekunem pomnika od chwili wzniesienia jest Polak mieszkający w Mostach Wielkich – Marian Franciszek Kładny. 
W Mostach Wielkich działa oddział Towarzystwa Kultury Polskiej Ziemi Lwowskiej.

## Zabytki

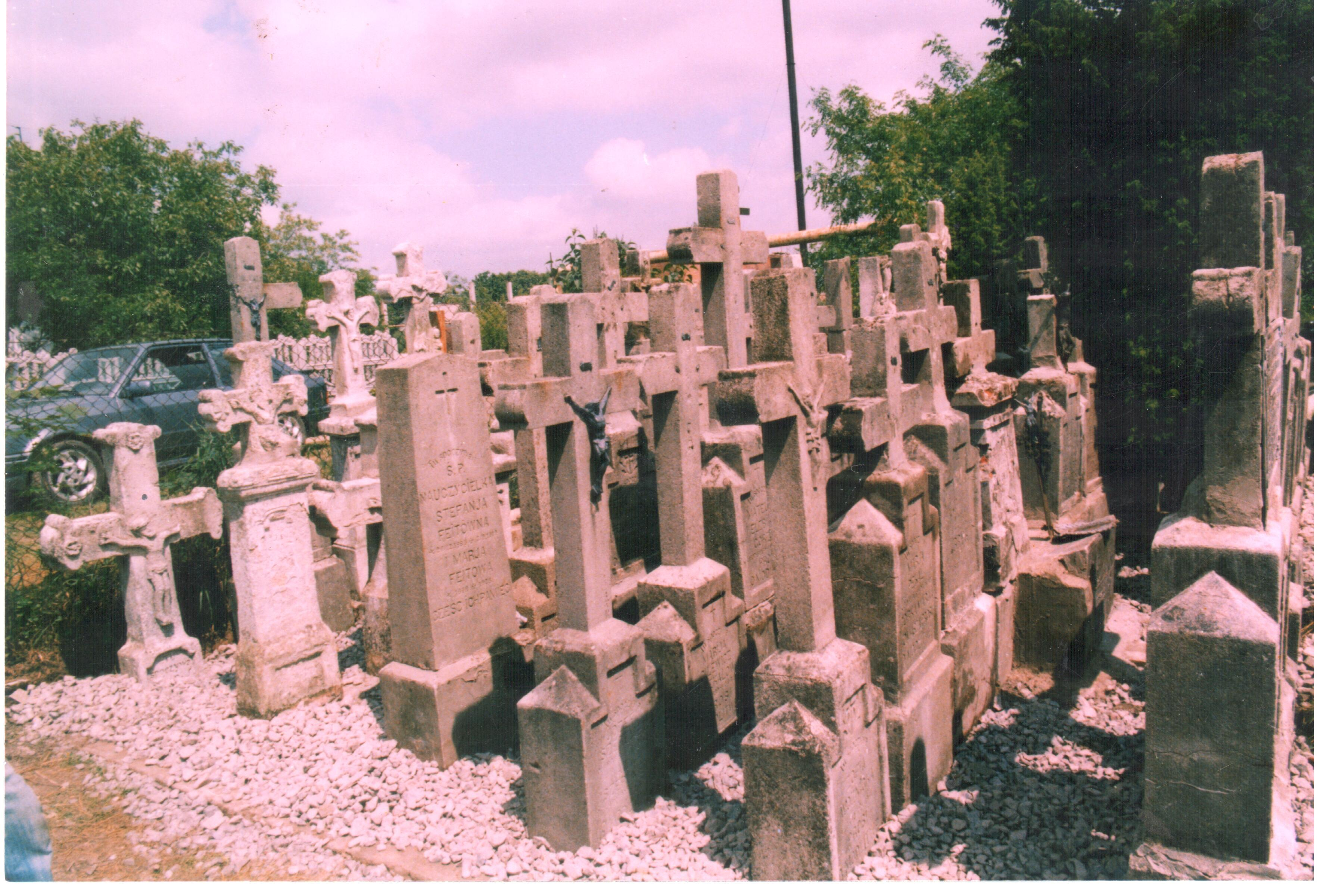
Lapidarium na cmentarzu

- Kościół murowany pw. Wniebowstąpienia Najświętszej Marii Panny i św. Antoniego - parafia erygowana w 1549 r., początkowo wzniesiono tu kościół drewniany. Na jego miejscu w 1837 r. murowany, który spłonął w 1880 r. Po odbudowanie, połączonej z powiększeniem o zakrystię, konsekrowano go w 1883 r. Zamknięty przez władze radzieckiej w 1945 r., spłonął w 1949 r, ruiny zaadaptowano na piekarnię. 17 września 1991 r. parafię zarejestrowano na nowo. 14 stycznia 2001 r. Rada Miasta podjęła uchwałę o oddaniu parafii nieruchomości z zrujnowanym kościołem i budynkiem plebanii. W 2004 r. przystąpiono do odbudowy kościoła. 15 sierpnia 2006 r. została odprawiona msza św. z udziałem byłych parafian przybyłych z Polski. 27 grudnia 2009 r. doszło do pierwszej wizyty arcybiskupa Mieczysława Mokrzyckiego, metropolity archidiecezji lwowskiej. Wizyta kanoniczna Leona Małego miała miejsce 2011 r. Uroczystej konsekracji kościoła dokonał 13 czerwca 2017 r. arcybiskup Mieczysław Mokrzycki[25].
- cerkiew drewniana wystawiona w 1712.
- synagoga.
- lapidarium. Za zgodą władz administracyjnych i duchownych w 2010 r. rozpoczęto obok pomnika budowę lapidarium z rozpadających się na cmentarzu polskich nagrobków. Zebrano około 75 nagrobków. Widniejące daty na inskrypcjach z XVIII i XIX wieku świadczą o polskości tych ziem.

## Ludzie związani z miastem
- kpt. Aleksander Osipowski – burmistrz w II Rzeczypospolitej
- Włodzimierz Puchalski – polski przyrodnik, fotografik, reżyser filmów przyrodniczych
- Roman Puchalski – polski fotografik, lekkoatleta, narciarz
- Włodzimierz Stożek – polski matematyk, jeden z przedstawicieli lwowskiej szkoły matematycznej, profesor Politechniki Lwowskiej
- Wołodymyr Szaszkewycz – ukraiński poeta, tłumacz i działacz oświatowy, syn Markijana Szaszkewycza[26].
- Andrew Roborecky – biskup Ukraińskiej Cerkwi Greckokatolickiej w Kanadzie
- Adam Studziński – ksiądz, dominikanin, gen. bryg. Wojska Polskiego, duszpasterz oddziałów armii Andersa, urodzony w Strzemieniu
- Zbigniew Jan Nowak -  bibliolog, bibliotekoznawca, historyk literatury, dyrektor Biblioteki Gdańskiej Polskiej Akademii Nauk, w 2009 r. Rada Miasta Mosty Wielkie nadała mu godność honorowego obywatela Mostów Wielkich[27][28].